# Chamaita metamelaena
Chamaita metamelaena là một loài bướm đêm thuộc phân họ Arctiinae, họ Erebidae.
Chúng phân bố khắp Ấn Độ, Sri Lanka và Borneo.